# Rafael Ginard de la Rosa

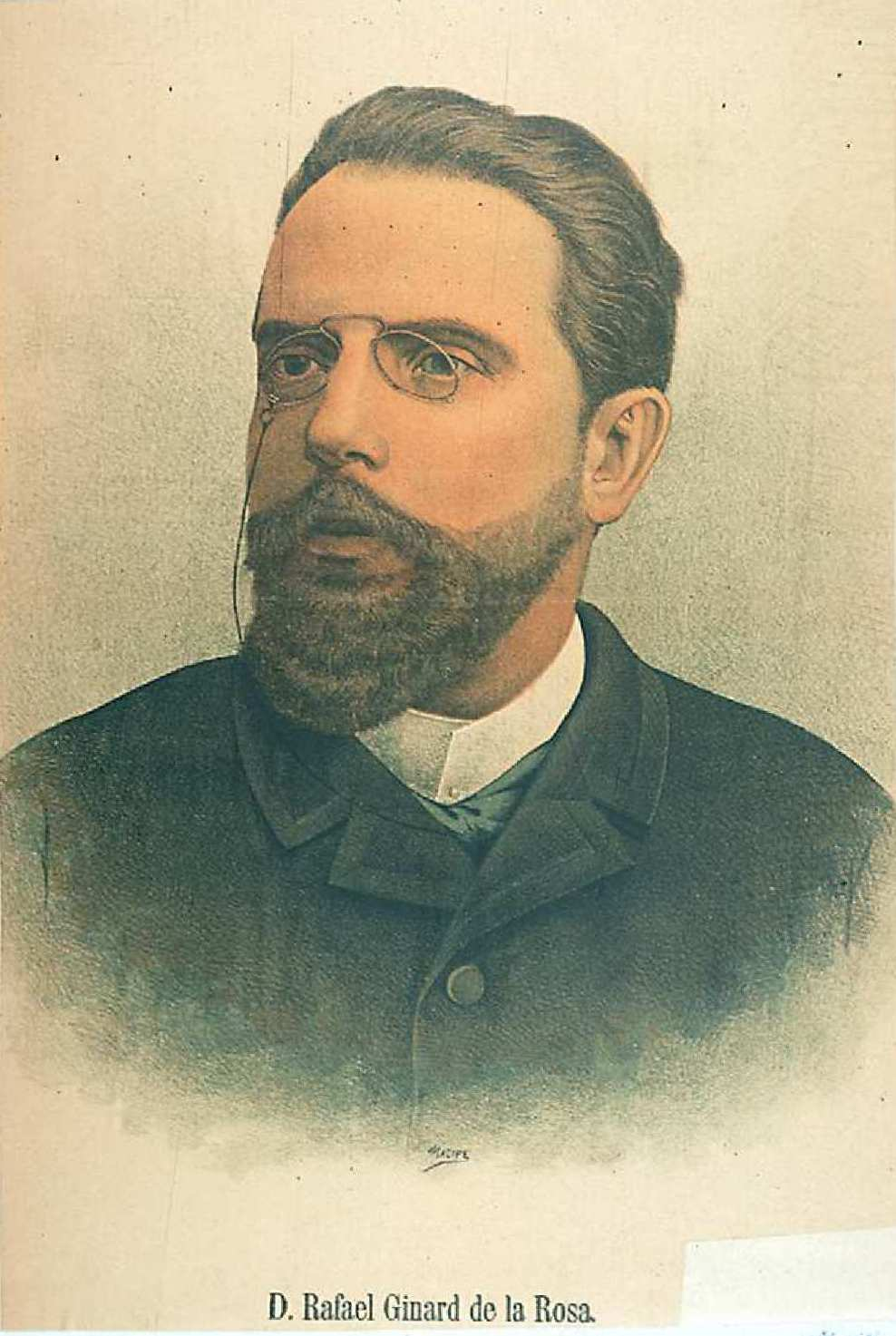
Rafael Ginard de la Rosa. Litografía de Antonio Macipe Samper estampada en cromolitografía por Lit. Romillo para El Motín, periódico satírico semanal. Madrid, 1892. Biblioteca Nacional de España.

Rafael Ginard de la Rosa (Manila, alrededor de 1850-1918), periodista, crítico literario, traductor y escritor español, al que no hay que confundir con su contemporáneo Rafael Ginard Bauçà.

## Biografía
Según Julio Cejador, era de Manila, se educó en Cádiz y volvió a Filipinas en 1867 y a España en 1873, cuando la Primera República. Dirigió El Porvenir (1877), El Progreso (1886) y El País (1891), que redactó desde su fundación. Fue ideológicamente republicano. El País era un periódico defensor del político Manuel Ruiz Zorrilla, de quien además fue secretario. "Poeta algo lúgubre e hinchado" para Julio Cejador, cultivó sin continuidad y ocasionalmente todos los géneros literarios y tradujo sobre todo a grandes oradores como Demóstenes, Esquines, Mirabeau y Bossuet, pero también obras de Byron y Víctor Hugo. Su crítica literaria se contiene en Hombres y obras. La mayor parte de este libro lo ocupa un largo ensayo sobre Pedro Calderón de la Barca compuesto para su segundo centenario (1881) que es quizá de lo mejor que escribió:
- La vida es sueño es un drama religioso, y entonces aborda los problemas de la caída y la expiación —o poema filosófico, y resuelve el destino del hombre y la fuente del conocer—, o lección moral que nos desengaña acerca de las ilusiones y las vanidades del mundo—, o poética enseñanza de lo que es el hombre sin el freno de la educación—, o protesta revolucionaria, y combate la violencia social que sofoca la libertad so pretexto de evitar sus extravíos—, o lección política, y enseña a los pueblos a lo que conduce el mal uso de la libertad—, o la demostración de la locura de los presagios y juicios de la astrología—, o animada pintura de los progresos que realiza el hombre y la humanidad, combatida por el desengaño y aguijoneada por el deseo—, o prueba de que las pasiones comprimidas estallan con tanto más fuerza cuanto mayor es la presión—, o inspiración de la filosofía, que ha negado realidad al mundo exterior—, ... todo esto y mucho más, si más lo examináis, es La vida es sueño.

La obra se completa con otros ensayitos que escribió para sus traducciones de Demóstenes, Mirabeau y Byron, además también de otros sobre el naturalismo en Germinal, de Émile Zola o Goethe. Existe una litografía con su efigie realizada por Antonio Macipe Samper para El Motín.

## Obras

### Lírica
- Melodías de otros climas. Madrid: Imprenta Calle del Pez, 1876, segunda edición, con un prólogo de Francisco Pi y Margall. Hubo otra, Valencia, Pascual Aguilar, sin año.

### Narrativa
- Tragedias de mar y tierra. (Recuerdos y narraciones del Oriente), Madrid: Faquineto y Cia., 1881.
- El gran Galeoto. Novela con motivo del drama. Madrid: José María Faquineto Editor, 1882, 2 vols., bastante reimpreso; se trata de una novelización del drama de José Echegaray.

### Ensayos
- Hombres y Obras, Madrid: Librería de Fernando Fe, 1895.

### Ediciones y traducciones
- Demosténes y Esquines, Madrid: Dirección y Administración, 1881.
- Honoré-Gabriel de Riqueti, conde de Mirabeau, Discursos, Madrid Hernando y Compañía, 1901.
- Víctor Balaguer, Obras poéticas, Madrid [Biblioteca universal] 1880. Segunda edición: Madrid: Perlado Páez, 1915.
- Jacques Bénigne Bossuet, Oraciones fúnebres, Madrid Perlado, Páez y Cía. 1905.
- Lord Byron,Poemas, 1880.
- Víctor Hugo, Ruy Blas, drama en cinco actos, 1878.

### Teatro
- El estudiante endiablado: ópera cómica en un acto y en verso, manuscrito que fue impreso (Madrid, [s.n.] 1895). Se inspira en El estudiante de Salamanca de José de Espronceda.
- La última cana, manuscrito.

### Prólogos
- Carlos Servert y Fortuny, Cruz. Égloga dramática en tres actos y en verso, Madrid, 1902.